# Градски парк (Земун)
Градски парк у Земуну налази се на ободу старог језгра града. Оивичен је улицама: Немањином, 22. октобра, Вртларском, Савском и Николаја Островског и заузима површину од 7,72 . Покривен је листопадним и зимзеленим дрвећем, од којег је 15 стабала под заштитом државе.

## Историја
На месту данашњег парка, од 1730. до 1871. године, када је Земун добио статус краљевског слободног града, налазио се такозвани контумац, односно карантин у којем су били смештени путници који би допутовали с друге стране реке Саве у тадашњу Аустроугарску. Преуређивање простора контумца у парк по европским стандардима извршено је 1880-их година. Идејни творац и руководилац радова био је Иван Перковић, уз велику потпору градских челника.
Прво озелењавање простора бившег контумца било је подстакнуто градњом Велике реалке (данашње Земунске гимназије). Простор испред њене главне фасаде назван је Мали парк и свечано је отворен 30. маја (11. јуна) 1880. године. Крајем 1885. године, земунски градоначелник Панајот Морфи објавио је наставак радова, а наредне године је основана Задруга за неговање и одржавање парка и садова у Земуну и парк је исте године проширен. Након што је општина од државе откупила још један део земљишта, додатни радови на проширењу парка су обављени 1888. године.
Године 1899. саграђена је зграда Женске школе (данашња ОШ „Мајка Југовића”), а у то време су у парку изграђена и три јавна бунара, као и метеоролошки стуб. Први земунски скулптурални споменик подигнут је на проширењу парковске главне алеје, 1901. године; била је то биста Фрање Јосифа, рад вајара Ивана Рендића.
Парк је једно време носио назив Градски перивој царице и краљице Јелисавете (по Елизабети Баварској), а данашњи назив је добио после Првог светског рата.

## Градски парк данас
Данас се у Градском парку налазе: основна школа „Мајка Југовића“, Земунска гимназија, Пољопривредни факултет, спортски центар „Пинки“, као и две цркве: православна црква светог архангела Гаврила и католичка црква светог Рока (такозване Контумацке цркве), које су 1966. године проглашене културним добрима. Обе ове цркве су биле изграђене у стилу умереног барока, а за потребе особа које су проводиле прописани временски период у контумцу.
У парку се такође налази и споменик природе Стабла у Земунском парку .

### Црква светог Арханђела Михаила и Гаврила
Српскоправославна црква светог Арханђела Михаила и Гаврила изграђена је 1786. године, на месту старе црквице. Подигао ју је, својим средствима, Теодор–Тоша Апостоловић, тадашњи председник земунске црквене општине. После расформирања контумца, црква је изгубила значај да би се двадесетих година 20. века доласком значајног броја руских избеглица црква активирала и све до краја Другог светског рата служила као руска црква. У другој половини 20. века је била сасвим запуштена.
Године 1981, запуштену цркву је преузео тадашњи јеромонах (садашњи епископ) Филарет. Под његовом бригом, црква је била обновљена, међутим, фреске из времена њене изградње су уништене, а црква је служила и као складиште оружја. Године 1990, протосинђел Филарет је био исходовао дозволу за изградњу храма површине 3.000 m² на месту цркве, али је, наредне године, новоустоличени патријарх Павле ту дозволу поништио. Испред цркве се налази споменик који је народ Јерменије поклонио народу Југославије за помоћ коју су добили приликом земљотреса у Јеревану 7.12.1988. године.

### Црква светог Рока
Римокатоличка црква светог Рока подигнута је 1836. године, такође на темељима претходне капеле, а градитељ је био Јозеф Фелбер који је изградио и земунску Светотројичину цркву.
И она је, након преуређења контумца у парк, а нарочито након Другог светског рата, изгубила на значају и данас је само повремено у функцији.

### Природни споменик Стабла у Земунском парку
Природни споменик Стабла у Земунском парку обухвата групу од 9 стабала старих око 110 година, у непосредној близини Земунске гимназије. Групу чини 5 стабала европске тисе (Taxus baccata L.) и 4 групације кавкаске птерокарије (Pterocarya fraxinifolia Spach.). Стабла су статус заштићеног природног добра добила 1991. године.
Године 1933, између те две богомоље подигнут је споменик француском песнику Алфонсу де Ламартину који је боравио у контумцу 100 година раније. У парку су још подигнута два споменика који оличавају партизане („Бомбаш“ и „Талац“, оба из 1946. године), као и, 2004. године, биста песника Бранка Радичевића.
У непосредној близини парка, налазе се и: Клиничко-болнички центар Земун, Пољопривредни факултет, основна школа „Светозар Милетић“, музичка школа „Коста Манојловић“, фрањевачки самостан светог Ивана Крститеља и самостан сестара милосрдница.

## Галерија
- Разгледница парка из 19. или с почетка 20. века
- Биста Бранка Радичевића
- Православна (лево) и католичка црква (десно)
- Спомен-стуб Алфонсу де Ламартину
- Споменик партизану-бомбашу
- Споменик захвалности јерменског народа
- Самостан сестара милосрдница
- Остаци римског саркофага
- Парк у јесен
- Парк зими
- Главна алеја
- Главна алеја ноћу
- КСЦ „Пинки“
- Пољопривредни факултет - Поглед из парка
- Основна школа "Мајка Југовића"
- Музичка школа „Коста Манојловић“
- Земунска гимназија
- Фрањевачки манастир
- Споменик природе „Природни споменик Стабла у Земунском парку” - европска тиса (Taxus baccata L.)
- Споменик природе „Природни споменик Стабла у Земунском парку” - кавкаска птерокарија (Pterocarya fraxinifolia Spach.)